# Templeton (Galles)
Templeton (in gallese: Tredeml) è un villaggio con status di community del Galles sud-occidentale, facente parte della contea del Pembrokeshire. L'intera community conta una popolazione di circa 900-1000 abitanti, mentre il solo villaggio conta una popolazione di circa 600-700 abitanti.

## Geografia fisica
Templeton si trova nella parte sud-occidentale del Pembrokeshire, a pochi chilometri a nord dalla costa che si affaccia sulla baia di Carmarthen e dalla località balneare di Tenby, ed è situato lungo l'A478 e  tra le località Narberth e Saundersfoot (rispettivamente a sud della prima e a nord della seconda).

## Origini del nome
Secondo un'ipotesi, il toponimo Templeton deriverebbe da una possibile presenza dei Templari in loco in epoca medievale.

## Monumenti e luoghi d'interesse

### Architetture religiose
Nei dintorni del villaggio, si trova la Fonte di Santa Margherita (St Margaret's Well), una delle fonti sacre del Galles.

### Architetture militari

#### Sentence Castle
Nei dintorni del villaggio, si trovano le rovine di una fortezza, il Sentence Castle, le cui origini risalgono forse al XII secolo.

## Società

### Evoluzione demografica
Nel 2017, la popolazione della community di Templeton era stimata in 996 abitanti.
La community ha conosciuto un incremento demografico rispetto al 2011, quando la popolazione censita era pari 943 abitanti, e al 2001, quando la popolazione censita era pari a 808 abitanti.
Il solo villaggio di Templeton contava invece, secondo la stima del 2017, una popolazione di 685 abitanti, di cui 361 erano donne e 324 erano uomini. Nel 2011 contava invece 627 abitanti, mentre nel 2001 ne contava 546.

## Economia
Nel villaggio viene prodotta una birra, la Templeton Bier.

## Cultura
Secondo una leggenda dimorerebbe a Templeton un mostro notturno chiamato Wildebeest.